# Northeim
Northeim er en by i Niedersachsen i Tyskland, i distriktet Northeim, med en befolkning på 29.431 (2010). Byen er placeret på den tyske bindingsværksrute.

## Togkatastrofen i Northeim
Klokken 1:30 natten mellem 14. og 15. november 1992 blev Northeim banegård ramt af en togkatastrofe.
Nattoget Innsbruck/München – København forulykkede, da det blev ramt af en buffer (material), tabt af et modkørende godstog. 11 blev dræbt og 52 hårdt såret.